# Penicillium polonicum
Penicillium polonicum — вид гриба з роду Penicillium, який виробляє пеніцилову кислоту, верукозидин, патулін, анацин, 3-метоксивіридікатин і глікопептиди. Penicillium polonicum може псувати крупи, арахіс, цибулю, сушене м'ясо, цитрусові.